# 대한냉동산업협회
대한냉동산업협회는 냉동, 공기조화에 관한 기술의 연구발전과 냉동기술인의 상호제휴와 공인검사기관으로서의 냉동, 공기조화 산업진흥에 기여할 목적으로 2008년 5월 7일 설립된 대한민국 농림수산식품부 소관의 사단법인이다. 사무실은 부산광역시 서구 남부민동 693-4, 대양물산빌딩 501호에 있다.

## 연혁
- 1965년 2월 : 사단법인 대한냉동협회 설립
- 1968년 - 1976년 : 부산직업훈련소 개소 운영(노동부)
- 1969년 - 1976년 : 직업훈련 수료자 및 각 분양 기술자 기능검정 시행(노동부)
- 1975년 - 1984년 : 냉동시설 기술검토 기관 지정(수산청)
- 1991년 : 고압가스안전관리법에 의한 공인검사기관 지정
- 1995년 : 수산물처리·저장시설 사업진행(해양수산부)
- 2004년 : 2004년 청년채용패키지 사업 보조사업자 선정(중기청)
- 2004년 : KOLAS 국제공인검사기관 인정(산업자원부 기술표준원)
- 2008년 : 사단법인 대한냉동산업협회로 명칭 변경, 서울사무소 설립

## 주요 사업
- 냉동, 공기조화개발연구소등 설치운영 및 냉동기능사 재교육 실시 운영
- 강연회, 간담회, 견학회등의 개최
- 회지 및 냉동, 공기조화 기술지 발간
- 국제 냉동관련 단체와의 협력제휴와 공인검사기관운영
- 회원의 기술지도와 직업전도 및 이익보호
- 냉동공기조화 기술표준화 제도
- 냉동공기조화 시설 성능검토 및 설계 감리와 기계도입시 적부확인 및 기술상담
- 냉동식품제조 및 저장기술 저온유통 개발 육성
- 기타 본회 목적달성을 위한 제반사업